# Joachim (Jowczewski)
Joachim, imię świeckie Jakim Jovčevski (ur. 7 listopada 1949 w Lukovie) – macedoński biskup prawosławny.

## Życiorys
Ukończył szkołę zawodową i podjął na uniwersytecie w Skopje studia w zakresie budownictwa. Przeniósł się jednak na wydział teologiczny i w marcu 1992 zdobył wyższe wykształcenie na kierunku teologia. 9 lutego 1996 złożył wieczyste śluby mnisze przed metropolitą Czarnogóry i Przymorza Amfilochiuszem, w monasterze w Cetyni. W tym samym roku został wyświęcony na hierodiakona, zaś 31 października 1996 – na hieromnicha. Od 2001 pełni funkcję przełożonego monasteru Obod. 
W 1997 został wykładowcą seminarium duchownego św. Piotra Cetyńskiego w Cetyni, gdzie wykładał apologetykę, Nowy Testament i etykę chrześcijańską. Od 2001 jest starszym wykładowcą seminarium. 
Na posiedzeniu Świętego Soboru Biskupów Serbskiego Kościoła Prawosławnego, z rekomendacji metropolity Wełes i doliny Wardaru Jana, został nominowany na biskupa welickiego, locum tenens eparchii połosko-kumanowskiej. Jego chirotonia biskupia miała miejsce 30 listopada 2003 w soborze św. Michała Archanioła w Belgradzie. W sierpniu 2004 został biskupem połoskim i kumanowskim.